# HD 174631
HD 174631，又名CD-2915449，SAO 187389、HR 7104，是一颗恒星，视星等为6.13，位于銀經6.43，銀緯-13.16，其B1900.0坐标为赤經18h 46m 15.9s，赤緯-29° -13.16′ 51″。